# Ludvig von Post
Jacob Ludvig von Post, född 15 augusti 1839 på Hagbyholm i Irsta församling, Västmanlands län, död där 8 november 1907, var en svensk kapten och riksdagsman.

## Biografi
von Post blev student i Uppsala 1860, fanjunkare vid Västmanlands regemente samma år och avlade officersexamen 1861. Samma år blev han underlöjtnant vid Västmanlands regemente. År 1866 blev von Post löjtnant vid samma regemente och år 1872 beviljades han avsked ur krigstjänsten.
von Post var ledamot av Västmanlands läns sparbanks direktion 1874 och blev 1886 ledamot av Västmanlands läns hushållningssällskaps förvaltningsutskott.  
År 1881 blev von Post löjtnant i armén och senare samma år kapten i armén. 
Tillsammans med greve Lewenhaupt på Geddeholm bidrog von Post "med startkapital när Johan Petter Johansson (rörtångens uppfinnare) startade sin verkstad i Enköping".
Ludvig von Post var ledamot av riksdagens första kammare vid den lagtima riksdagen 1892, invald i Västmanlands läns valkrets.
von Post belv adelsman vid faderns död 1871.
Han ägde Lunda i Badelunda socken, Västmanlands län samt Hagbyholm i Irsta socken där han bodde. von Post är begravd på Irsta kyrkogård.

## Utmärkelser
- Riddare av första klassen av Vasaorden 1887.
- Riddare av första klassen av Svärdsorden 1891.[7]

## Familj

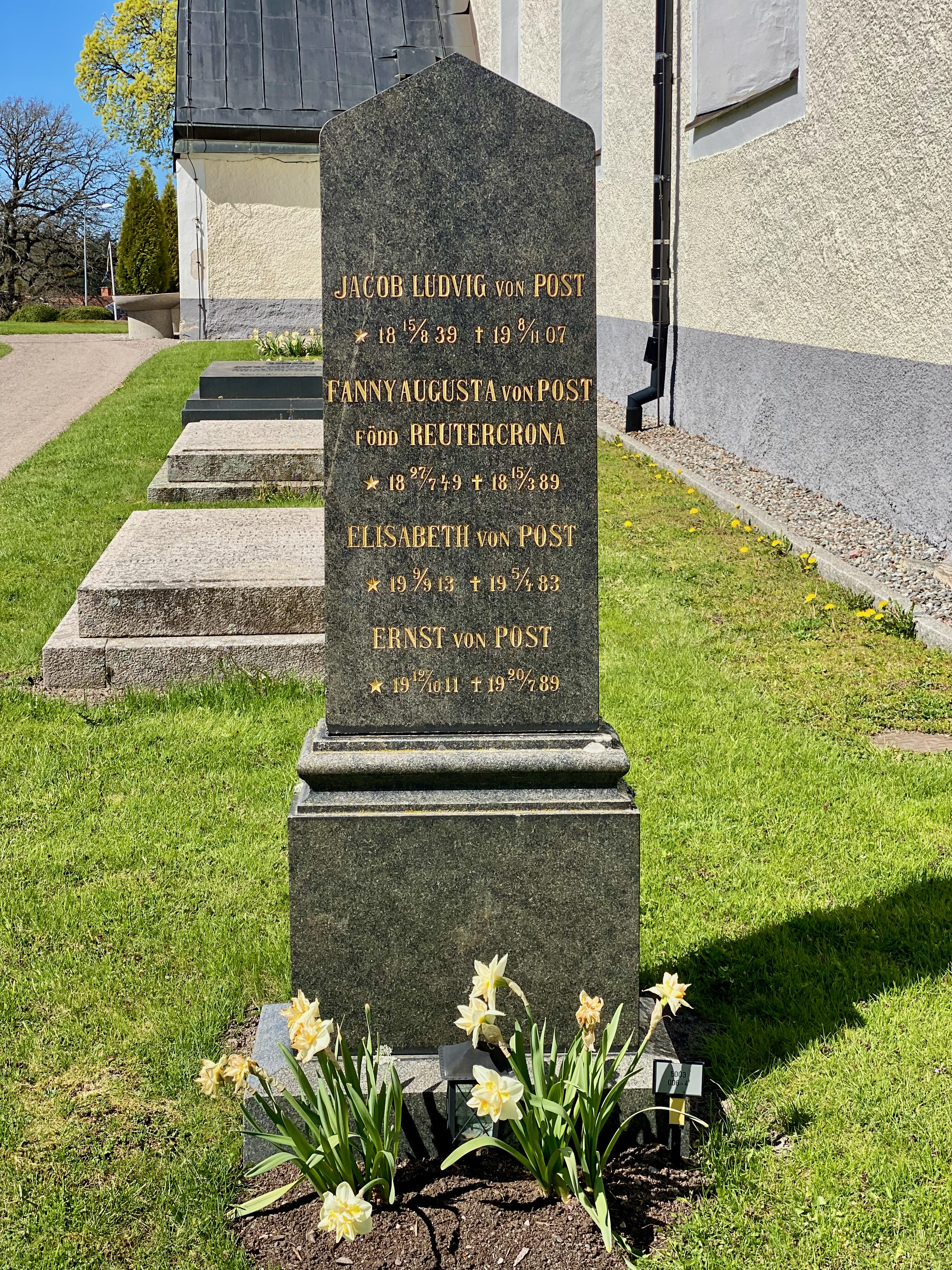
Jacob Ludvig von Post, gravsten vid Irsta kyrka

Gift 1870 på Strö med sin syssling Fanny Augusta Reutercrona (1849–1889), dotter av löjtnanten Carl Axel Reutercrona och Augusta Margareta Elisabet von Post.